# ماثيو ديديون
ماثيو ديديون (بالفرنسية: Mathieu Didion)‏ (12 فبراير 1987 ببوردو في فرنسا - ) هو لاعب كرة قدم فرنسي في مركز الدفاع. لعب مع نادي ليبورن.

## وصلات خارجية
- ماثيو ديديون على موقع قاعدة بيانات كرة القدم.إي يو (الإنجليزية)